# 2009-es DTM-szezon
A 2009-es Deutsche Tourenwagen Masters-szezon volt a bajnokság tizedik szezonja. Tíz versenyből állt, május 17-én vette kezdetét a Hockenheimringen, és ugyanott ért véget október 25-én. A bajnokságot a címvédő német Timo Scheider nyerte a brit Gary Paffett és a szintén brit Paul di Resta előtt.

## Versenynaptár
|     | Helyszín          | Dátum          | Győztes versenyző | Győztes gyártó |
| --- | ----------------- | -------------- | ----------------- | -------------- |
| 1.  | Hockenheimring    | Május 17.      | Tom Kristensen    | Audi           |
| 2.  | EuroSpeedway      | Május 31.      | Gary Paffett      | Mercedes       |
| 3.  | Norisring         | Június 28.     | Jamie Green       | Mercedes       |
| 4.  | Zandvoort         | Július 19.     | Gary Paffett      | Mercedes       |
| 5.  | Oschersleben      | Augusztus 2.   | Timo Scheider     | Audi           |
| 6.  | Nürburgring Short | Augusztus 16.  | Martin Tomczyk    | Audi           |
| 7.  | Brands Hatch Indy | Szeptember 6.  | Paul di Resta     | Mercedes       |
| 8.  | Catalunya Short   | Szeptember 20. | Timo Scheider     | Audi           |
| 9.  | Dijon-Prenois     | Október 11.    | Gary Paffett      | Mercedes       |
| 10. | Hockenheimring    | Október 25.    | Gary Paffett      | Mercedes       |

## Csapatok és versenyzők
| Rajtszám | Versenyző          | Autó                       | Csapat                         |
| -------- | ------------------ | -------------------------- | ------------------------------ |
| 1        | Timo Scheider      | Audi A4 DTM 2009           | Audi Sport Team Abt            |
| 2        | Tom Kristensen     | Audi A4 DTM 2009           | Audi Sport Team Abt            |
| 3        | Paul di Resta      | AMG-Mercedes C-Klasse 2009 | AMG Mercedes                   |
| 4        | Ralf Schumacher    | AMG-Mercedes C-Klasse 2009 | TRILUX AMG Mercedes            |
| 5        | Mattias Ekström    | Audi A4 DTM 2009           | Audi Sport Team Abt Sportsline |
| 6        | Martin Tomczyk     | Audi A4 DTM 2009           | Audi Sport Team Abt Sportsline |
| 7        | Jamie Green        | AMG-Mercedes C-Klasse 2008 | Junge Sterne AMG Mercedes      |
| 8        | Susie Stoddart     | AMG-Mercedes C-Klasse 2008 | TV Spielfilm AMG Mercedes      |
| 9        | Bruno Spengler     | AMG-Mercedes C-Klasse 2009 | Mercedes-Benz Bank AMG         |
| 10       | Gary Paffett       | AMG-Mercedes C-Klasse 2009 | Salzgitter AMG Mercedes        |
| 11       | Mike Rockenfeller  | Audi A4 DTM 2008           | Audi Sport Team Rosberg        |
| 12       | Markus Winkelhock  | Audi A4 DTM 2008           | Audi Sport Team Rosberg        |
| 14       | Alexandre Prémat   | Audi A4 DTM 2008           | Audi Sport Team Phoenix        |
| 15       | Oliver Jarvis      | Audi A4 DTM 2008           | Audi Sport Team Phoenix        |
| 16       | Maro Engel         | AMG-Mercedes C-Klasse 2008 | GQ AMG Mercedes                |
| 17       | Mathias Lauda      | AMG-Mercedes C-Klasse 2008 | stern AMG Mercedes             |
| 18       | Christian Bakkerud | Audi A4 DTM 2007           | Kolles Futurecom-TME           |
| 19       | Johannes Seidlitz  | Audi A4 DTM 2007           | Kolles Futurecom-TME           |
| 20       | Tomas Kostka       | Audi A4 DTM 2007           | Kolles Futurecom-BRT           |
| 21       | Katherine Legge    | Audi A4 DTM 2008           | Audi Sport Team Abt Lady Power |

## Végeredmény

### Versenyzők
Pontozás:
| Helyezés | 1. | 2. | 3. | 4. | 5. | 6. | 7. | 8. | 9.- |
| -------- | -- | -- | -- | -- | -- | -- | -- | -- | --- |
| Pontok   | 10 | 8  | 6  | 5  | 4  | 3  | 2  | 1  | 0   |

| Helyezés | Versenyző          | HOC | LAU | NOR | ZAN | OSC | NÜR | BRH | CAT | DIJ | HOC | Pont |
| -------- | ------------------ | --- | --- | --- | --- | --- | --- | --- | --- | --- | --- | ---- |
| 1        | Timo Scheider      | 2   | 5   | 4   | Kiz | 1   | 2   | 2   | 1   | 6   | 2   | 64   |
| 2        | Gary Paffett       | Ki  | 1   | 5   | 1   | 5   | 8   | 4   | 4   | 1   | 1   | 59   |
| 3        | Paul di Resta      | 5   | 4   | 7   | 6   | 4   | Ki  | 1   | 7   | 2   | 3   | 45   |
| 4        | Bruno Spengler     | Ki  | 2   | 2   | 5   | 6   | 6   | 6   | 5   | 3   | 7   | 41   |
| 5        | Mattias Ekström    | 7   | 3   | 3   | 3   | 2   | 3   | 5   | 6   | 9   | Ki  | 41   |
| 6        | Martin Tomczyk     | Ki  | Ki  | 11  | 4   | 3   | 1   | 3   | 3   | 7   | Ki  | 35   |
| 7        | Jamie Green        | 8   | 6   | 1   | 9   | 9   | 5   | 12  | 14  | 4   | 5   | 27   |
| 8        | Tom Kristensen     | 1   | 12  | 8   | 8   | 8   | Ki  | Ki  | 2   | Kiz | 15  | 21   |
| 9        | Oliver Jarvis      | 3   | Ki  | Ki  | 2   | Ki  | Ki  | 8   | 9   | 15  | 6   | 18   |
| 10       | Markus Winkelhock  | 4   | Ki  | 13  | Kiz | Ki  | 4   | Ki  | Ki  | 10  | 8   | 11   |
| 11       | Ralf Schumacher    | 9   | 10  | 6   | 10  | 11  | 7   | 9   | 13  | 5   | Ki  | 9    |
| 12       | Maro Engel         | 6   | 8   | Ki  | 7   | 7   | 12  | 10  | 10  | 12  | 10  | 8    |
| 13       | Alexandre Prémat   | Ki  | Ki  | Ki  | Kiz | Ki  | Ki  | 11  | 8   | 11  | 4   | 6    |
| 14       | Mike Rockenfeller  | Ki  | 7   | 9   | Ki  | 13  | 10  | 7   | 12  | 13  | 9   | 4    |
| 15       | Mathias Lauda      | 10  | 9   | 14  | Ki  | 12  | 9   | Ki  | 11  | 8   | 14  | 1    |
| 16       | Susie Stoddart     | Ki  | 11  | 10  | 11  | 10  | 11  | 13  | 15  | 14  | Ki  | 0    |
| 17       | Tomáš Kostka       | 11  | 13  | Ki  | Ki  | 14  | 15  | 14  | 16  | 17  | 11  | 0    |
| 18       | Katherine Legge    | 12  | Ki  | 12  | Ki  | Ki  | Ki  | 15  | Ki  | 16  | Ki  | 0    |
| 19       | Christian Bakkerud | 14  | 14  | 15  | Kiz |     | 13  | 16  | 17  | Ki  | 12  | 0    |
| 20       | Johannes Seidlitz  | 13  | Ni  |     |     | Ki  | 14  | 17  | 18  | Ki  | 13  | 0    |
| Helyezés | Versenyző          | HOC | LAU | NOR | ZAN | OSC | NÜR | BRH | CAT | DIJ | HOC | Pont |

### Csapatok
|   | Csapat                                    | Pont |
| - | ----------------------------------------- | ---- |
| 1 | Salzgitter / Mercedes-Benz Bank (HWA)     | 100  |
| 2 | Audi Sport Team Abt                       | 85   |
| 3 | Audi Sport Team Abt Sportsline            | 76   |
| 4 | Trilux AMG Mercedes (HWA)                 | 54   |
| 5 | TV Spielfilm / Junge Sterne AMG (Persson) | 27   |
| 6 | Audi Sport Team Phoenix                   | 24   |
| 7 | Audi Sport Team Rosberg                   | 15   |
| 8 | GQ / stern AMG Mercedes (Mücke)           | 9    |

## Külső hivatkozások
- A német túraautó-bajnokság hivatalos honlapja